# Dmitrij Dedov
Dmitrij Ivanovič Dedov (in russo Дмитрий Иванович Дедов?; Novohrad-Volyns'kyj, 22 febbraio 1967) è un magistrato russo, giudice della Corte europea dei diritti dell'uomo dal 2 gennaio 2013 al 1 gennaio 2022.

## Biografia
Dedov è nato il 22 febbraio 1967 a Novohrad-Volyns'kyj, Oblast' di Žytomyr nella Repubblica Socialista Sovietica Ucraina, una delle Repubbliche dell'Unione Sovietica. Trasferitosi a Mosca, si è laureato in legge presso l'Università Statale di Mosca nel 1991.
In seguito alla dissoluzione dell'Unione Sovietica, acquisisce la cittadinanza della Federazione Russa e nel 1994 ottiene il suo dottorato di ricerca presso l'Università Statale di Mosca. Dal 2000 al 2005 è stato consulente del governo russo e della Corte costituzionale Russa, per poi divenire professore di diritto commerciale presso l'Unviersità Statale di Mosca dal 2004 al 2010.
Dal 2008 al 2012 è stato giudice della Corte Suprema Commerciale Russa, per poi essere eletto nel 2012 giudice russo della Corte Europea dei Diritti dell'Uomo. Dedov è cessato dalle sue funzioni il 1 gennaio 2022, allo scadere del suo mandato, venendo succeduto da Mikhail Lobov.